# Pāonta Sāhib
Pāonta Sāhib är en ort i Indien.   Den ligger i distriktet Sirmaur och delstaten Himachal Pradesh, i den norra delen av landet, 200 km norr om huvudstaden New Delhi. Pāonta Sāhib ligger 403 meter över havet och antalet invånare är 21 787.
Terrängen runt Pāonta Sāhib är platt åt nordost, men åt sydväst är den kuperad. Runt Pāonta Sāhib är det tätbefolkat, med 476 invånare per kvadratkilometer. Pāonta Sāhib är det största samhället i trakten. I omgivningarna runt Pāonta Sāhib växer i huvudsak blandskog.